# 56
56 foi um ano bissexto do século I que durou 366 dias. De acordo com o Calendário Juliano, o ano teve início a uma quinta-feira e terminou a uma sexta-feira. as suas letras dominicais foram D e C.
| Ano completo                           |
| -------------------------------------- |
| Ano bissexto com início à quinta-feira |